# الحكومة الإماراتية (2008)
حكومة دولة الإمارات العربية المتحدة (2008) هي الحكومة الثامنة في تاريخ دولة الإمارات منذ قيام الاتحاد عام 1971، والثانية التي شكلها الشيخ محمد بن راشد آل مكتوم بعد اعتماد الشيخ خليفة رئيس الدولة.
وأبرز ما تميز به التشكيل الوزاري الجديد تغيير وزارة المالية والصناعة إلى وزارة المالية واستحداث وزارة التجارة الخارجية، كما تم دمج وزارتي الدولة للشؤون الخارجية والدولة لشؤون المجلس الوطني، وتغير مسمى وزارة الدولة للشؤون المالية والصناعية إلى وزارة الدولة للشؤون المالية، وتم استحداث 3 حقائب وزارية. بالإضافة إلى انضام سيدتين للتشكيل الوزاري الجديد وهما ميثاء سالم الشامسي وريم بنت إبراهيم الهاشمي.

## أعضاء مجلس الوزراء
1. الشيخ محمد بن راشد آل مكتوم، رئيس مجلس الوزراء وزير الدفاع
2. الشيخ سلطان بن زايد آل نهيان، نائب رئيس مجلس الوزراء
3. الشيخ حمدان بن زايد آل نهيان، نائب رئيس مجلس الوزراء
4. الشيخ حمدان بن راشد آل مكتوم، وزير المالية
5. الشيخ سيف بن زايد آل نهيان، وزير الداخلية
6. الشيخ منصور بن زايد آل نهيان، وزير شؤون الرئاسة
7. الشيخ عبدالله بن زايد آل نهيان، وزير الخارجية
8. الشيخ نهيان بن مبارك آل نهيان، وزير التعليم العالي والبحث العلمي
9. الشيخ حمدان بن مبارك آل نهيان، وزير الأشغال العامة
10. الشيخة لبنى بنت خالد القاسمي، وزيرة التجارة الخارجية
11. محمد بن عبدالله القرقاوي، وزير شؤون مجلس الوزراء
12. محمد بن ضاعن الهاملي، وزير الطاقة
13. سلطان بن سعيد المنصوري، وزير الإقتصاد
14. مريم محمد خلفان الرومي، وزيرة الشؤون الاجتماعية
15. حنيف حسن علي، وزير التربية والتعليم
16. حميد محمد عبيد القطامي، وزير الصحة
17. عبد الرحمن محمد العويس، وزير الثقافة والشباب وتنمية المجتمع
18. أنور محمد قرقاش، وزير الدولة للشؤون الخارجية وزير الدولة لشؤون المجلس الوطني
19. صقر غباش سعيد غباش، وزير العمل
20. هادف جوعان الظاهري، وزير العدل
21. راشد بن أحمد بن فهد، وزير البيئة والمياه
22. عبيد حميد الطاير، وزير الدولة للشؤون المالية
23. ميثاء سالم الشامسي، وزير دولة
24. خليفة بخيت الفلاسي، وزير دولة
25. ريم بنت إبراهيم الهاشمي، وزير دولة